# Manuel Pinto da Costa
Manuel Pinto da Costa (5 tháng 8 năm 1937-) là một nhà kinh tế học và từng giữ chức Tổng thống São Tomé và Príncipe từ khi nước này giành được độc lập năm 1975 cho đến năm 1991. Trong thời gian cầm quyền, ông đã xây dựng một chế độ độc đảng cùng một nhà nước xã hội chủ nghĩa dưới quyền kiểm soát của Phong trào Giải phóng São Tomé và Príncipe (MLSTP). Ông từng theo học tại Cộng hòa Dân chủ Đức và vì thế sử dụng thành thạo cả tiếng Bồ Đào Nha (ngôn ngữ chính thức) và tiếng Đức. Cho đến đầu thập kỷ 1990, MLSTP vẫn duy trì các liên hệ bề chặt với Angola và MPLA, và bản thân Pinto da Costa đã có một mối quan hệ bạn bè với José Eduardo dos Santos, tổng thống của Angola, bắt đầu từ khi họ còn trẻ.
Ông đã thất bại trong cuộc tỏng tuyển cử theo thể thức dân chủ năm 1996 và chỉ đạt được 47,26% tổng số phiếu trong vòng hai của cuộc bầu cử và chịu thất bại trước Miguel Trovoada, sau đó ông tiếp tục thất cử trong cuộc bầu cử năm 2001, chỉ đạt 40% số phiếu và chịu thua Fradique de Menezes, người đã giành đa số phiếu ngay ở vòng đầu tiên.
Trong một đại hội bất thường của MLSTP tổ chức vào tháng 5 năm 1998, Manuel Pinto da Costa trở thành ứng cử viên duy nhất và được chọn làm chủ tịch đảng. Vào cuối tháng 2 năm 2005, Guilherme Posser da Costa được lựa chọn để kế nhiệm ông.
Tại cuộc bầu cử tổng thống năm 2011, trong vòng một tổ chức vào ngày 17/7, ông Costa giành được 35%, và ông Evaristo Carvalho, Chủ tịch Quốc hội giành được 21% tổng số phiếu ủng hộ. Trong vòng hai Costa giành được 52,88% phiếu ủng hộ, trong khi đối thủ là ông Carvalho giành được 47,12%.